# Weimar-West
Weimar-West ist ein Stadtteil von Weimar im Bundesland Thüringen. Er liegt westlich des Stadtkerns und wurde ab 1978 als Großwohnsiedlung in Plattenbauweise erbaut.

## Verkehr

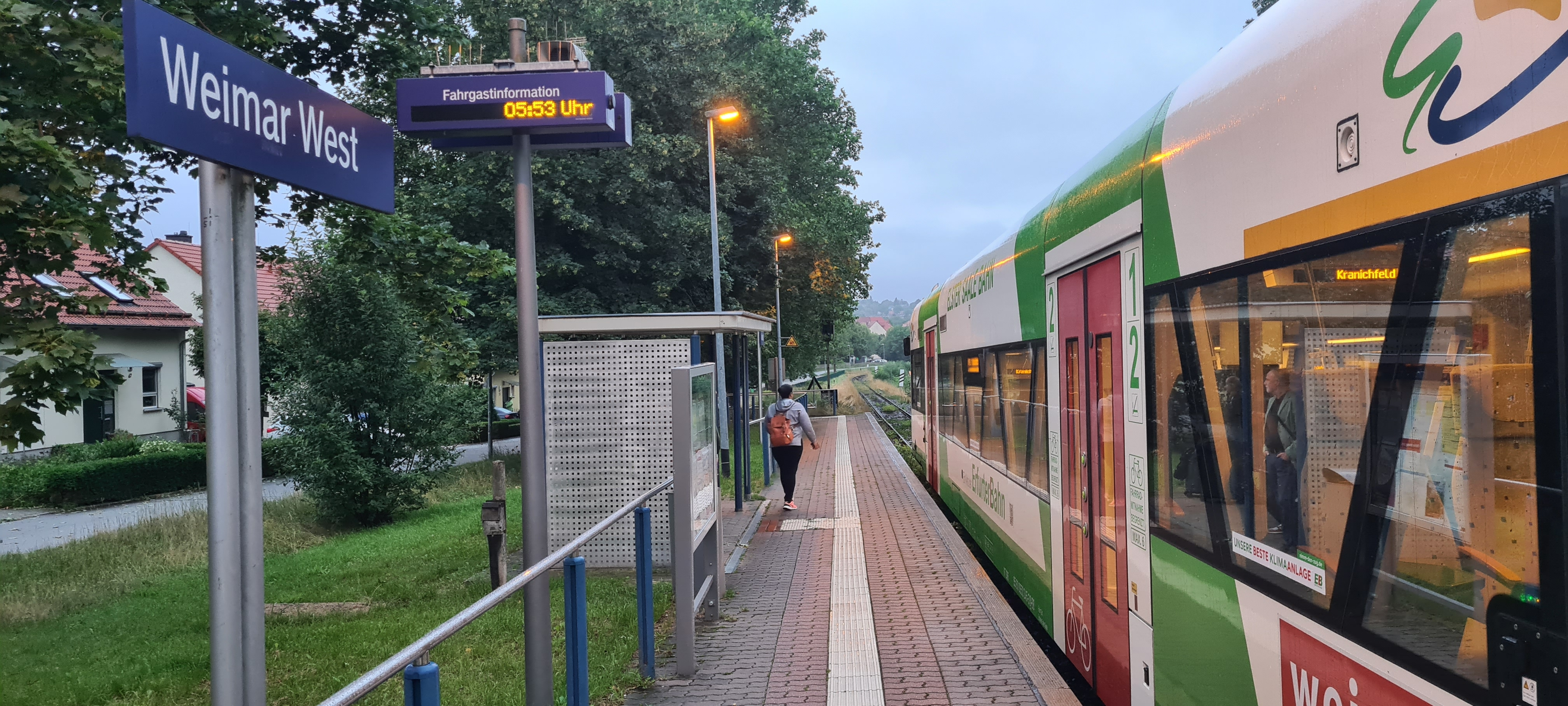
Haltepunkt Weimar-West

Weimar-West ist im Norden durch die Eisenbahnlinie Erfurt–Halle–Leipzig begrenzt, im Osten durch die Berkaer Bahn. Südlich stellt der Lauf des Asbachs die Stadtteilgrenze dar. Westlich erstreckt sich der seit 2001 geschützte Landschaftsbestandteil „Paradies“, der aus einem in der Asbachniederung gelegenen Feuchtgebiet sowie Brachflächen besteht. Der Stadtteil ist somit nur über zwei Straßen und zwei öffentliche Fußwege erreichbar.
Die Anbindung an den öffentlichen Personennahverkehr ist sehr gut. Durch eine Haltestelle der Berkaer Bahn ist der Stadtteil an das Netz der Deutschen Bahn angeschlossen. Die Stadtbuslinien 3A/3b und 7 stellen direkte Verbindungen mit der Innenstadt, dem nördlichen Stadtgebiet (Schöndorf) sowie den westlich gelegenen Ortsteilen Gaberndorf und Tröbsdorf her. 
Noch 1990 wurde eine Neubaustrecke nach Weimar-West durch den Obusbetrieb Weimar (1948 bis 1993) in Betrieb genommen.

## Geschichte

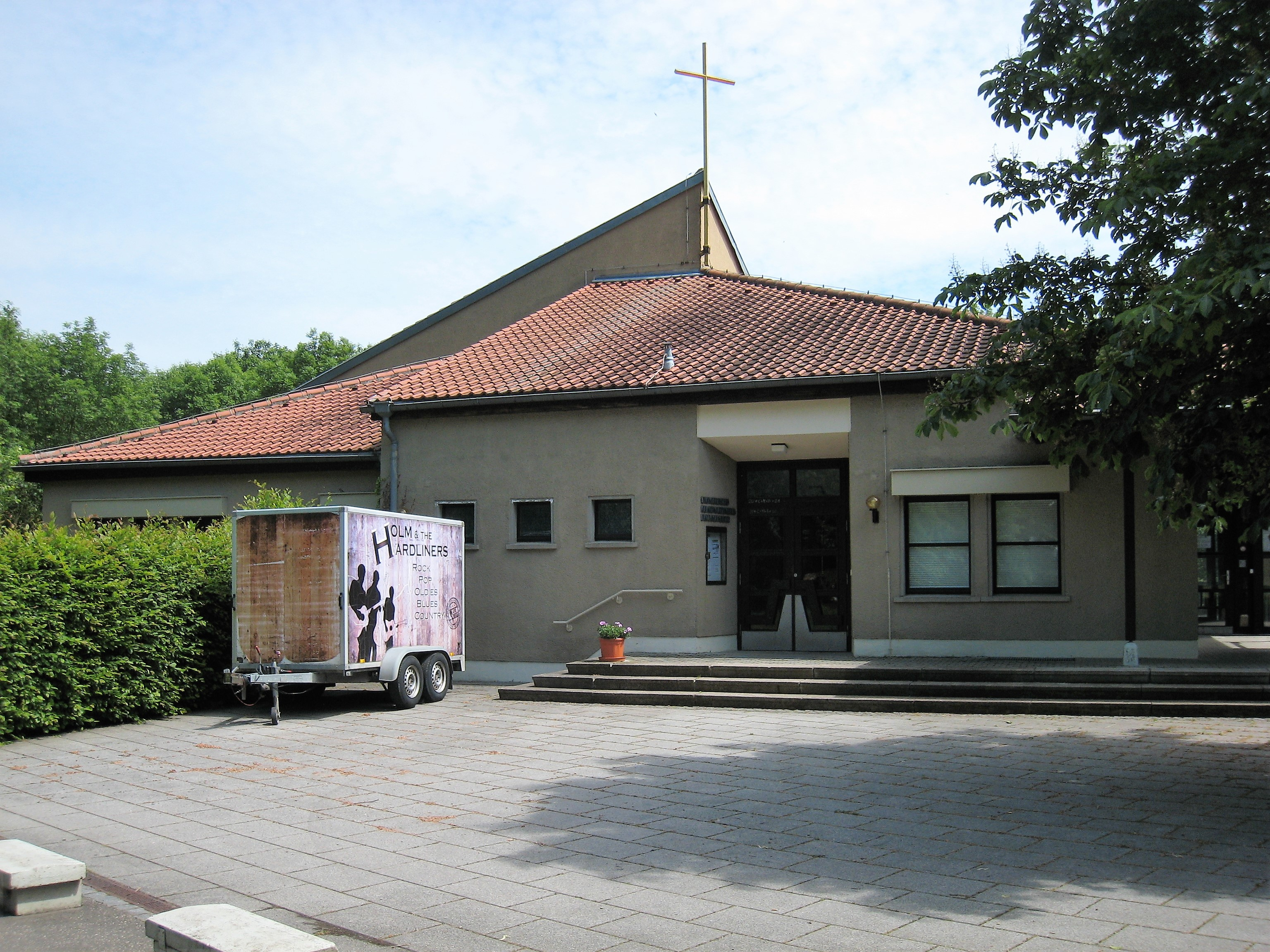
Gemeindezentrum Paul Schneider Weimar (2021)

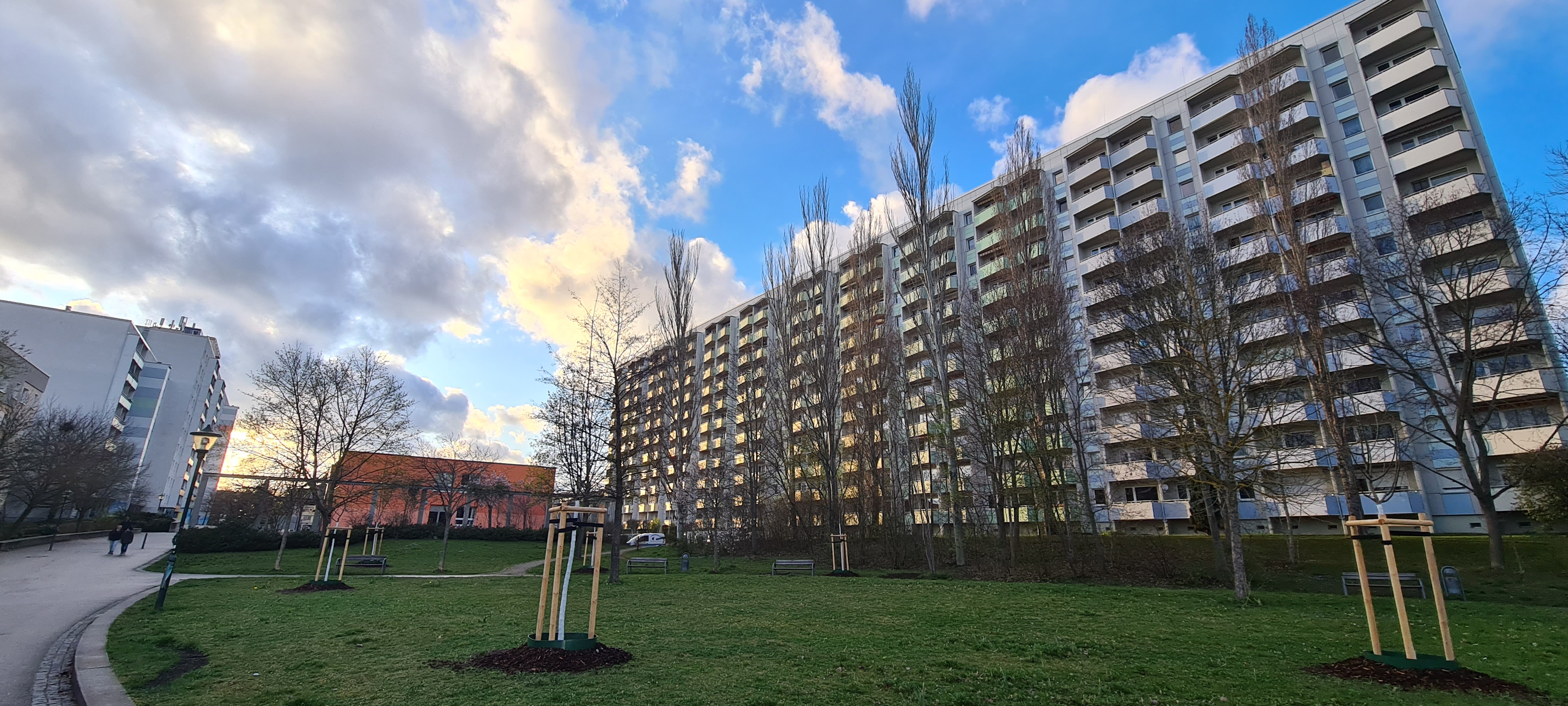
Wohnblocks an der Prager Straße

1977 wurde bei den vorbereitenden Beräumungsarbeiten zur Errichtung des neuen Stadtteils im Bereich der Quellmulde „Rabenwäldchen“ eine deutsch-slawische Siedlung aus dem 9. und 10. Jahrhundert freigelegt. Mit über 2500 Keramikbruchstücken gehörte dieser Fundplatz mit zu den bedeutendsten in Thüringen.
Nach dem DDR-Neubaugebiet Weimar-Nord (entstand ab ca. 1965) wurde 1978 mit dem Bau von Weimar-West begonnen. Die Grundsteinlegung für das erste Wohnhaus erfolgte am 20. Juli 1978.
Die offizielle Bezeichnung seitens der Stadtverwaltung für das neue Wohngebiet (wo bis Mitte der 1970er Jahre die beliebte Kleingarten-Siedlung Paradies gewesen war) lautete „Weimar - Am Stadion“, um so etwaige Assoziationen zu „Berlin (West)“ zu vermeiden. Der Volksmund blieb unbeeindruckt bei „Weimar-West“ – schon aus der Logik, die sich aus der Bezeichnung des anderen Neubaugebietes Weimar-Nord ergab.
Bis 1987 entstanden in Weimar-West in Plattenbauweise 3660 Wohnungen, womit ein akutes Problem der Wohnraumversorgung der Stadt Weimar gelöst wurde. Die entsprechend der Bebauungskonzeption geplanten gesellschaftlichen Einrichtungen wurden nur teilweise realisiert. So entstanden drei Kinderkombinationen, drei Schulen mit Sporthallen, ein Ärztehaus, eine Apotheke und eine Milchbar. Im zentralen Bereich entstand eine Kaufhalle für Waren des täglichen Bedarfs. Kleinere Dienstleistungseinrichtungen wie Post und Sparkassenzweigstelle wurden als Funktionsunterlagerung im Erdgeschoss eines 11-geschossigen Wohnblocks an einer Fußgängerachse untergebracht. Andere Einrichtungen – wie Bibliothek oder Wohngebietsgaststätte – wurden aufgrund von Sparzwängen nicht realisiert. Auch ursprünglich geplante Gebäude mit flexibleren Wohnungsgrundrissen oder Fassadengestaltung wurden vereinheitlicht. 
Das evangelische Gemeindezentrum „Paul Schneider“ wurde 1988 eingeweiht und 1998 mit einem Glockenturm ergänzt. Von 1994 bis 1995 erhielt Weimar-West mit dem Straßburger Platz ein neu gestaltetes Zentrum.
In diesem Abschnitt liegt auch das ehemalige Gaswerk an der Schwanseestraße 92.

## Bevölkerung und Wirtschaft
| Jahr       | Einwohnerzahl |
| ---------- | ------------- |
| 31.12.1993 | 7.959         |
| 31.12.2005 | 5.767         |
| 31.12.2007 | 5.534         |
| 31.12.2008 | 5.519         |
| 31.12.2010 | 5.583         |
| 31.12.2011 | 5.545         |
| 31.12.2018 | 5.542         |

Weimar-West war ursprünglich für ungefähr 10.000 Einwohner ausgelegt. Der damals bescheidene Komfort einer Neubauwohnung – Fernheizung, warmes Wasser, Balkon –, die vielen gemeinschaftlichen Freiflächen in den Quartiersinnenhöfen und am Wohngebietsrand und die gute soziale und altersmäßige Mischung der Bewohner machten das Gebiet lange Zeit zu einem beliebten Wohngebiet. Aber der physische Zustand der Bausubstanz und der Infrastruktur wurde zunehmend vernachlässigt. Infolgedessen und auch als Konsequenz des wachsenden Wohnungsangebotes in anderen Stadtteilen nach 1990 ist ein Rückgang der Einwohnerzahl, aber auch der steigende Attraktivitätsverlust und eine damit verbundene Konzentration sozialer Probleme festzustellen. Mittlerweile wohnen nur noch etwa halb so viele Menschen in der Weimarer Weststadt. Ein großer Teil der Wohnungen wird von der kommunalen Weimarer Wohnstätte GmbH und der gemeinnützigen Wohnungsgenossenschaft Weimar e.G. bewirtschaftet.
Für Weimar-West liegt ein städtebauliches Leitbild vor. Als „Stadtteil mit besonderem Entwicklungsbedarf – die soziale Stadt“ wird die weitere Entwicklung des Ortsteiles durch die Luth. Seelsorger für Weimar-West die Aufnahme in das gleichnamige Bund-Länder-Programm gefördert, um das Wohngebiet nachhaltig aufzuwerten.
Inzwischen weist der Stadtteil eine relativ gute Infrastruktur auf. Im Mittelpunkt des Stadtteils liegt rund um den Straßburger Platz ein Geschäfts- und Einkaufszentrum. Seit 1995 existiert ein zweiter Einkaufsmarkt an der südlichen Peripherie.

## Bildung und Soziales

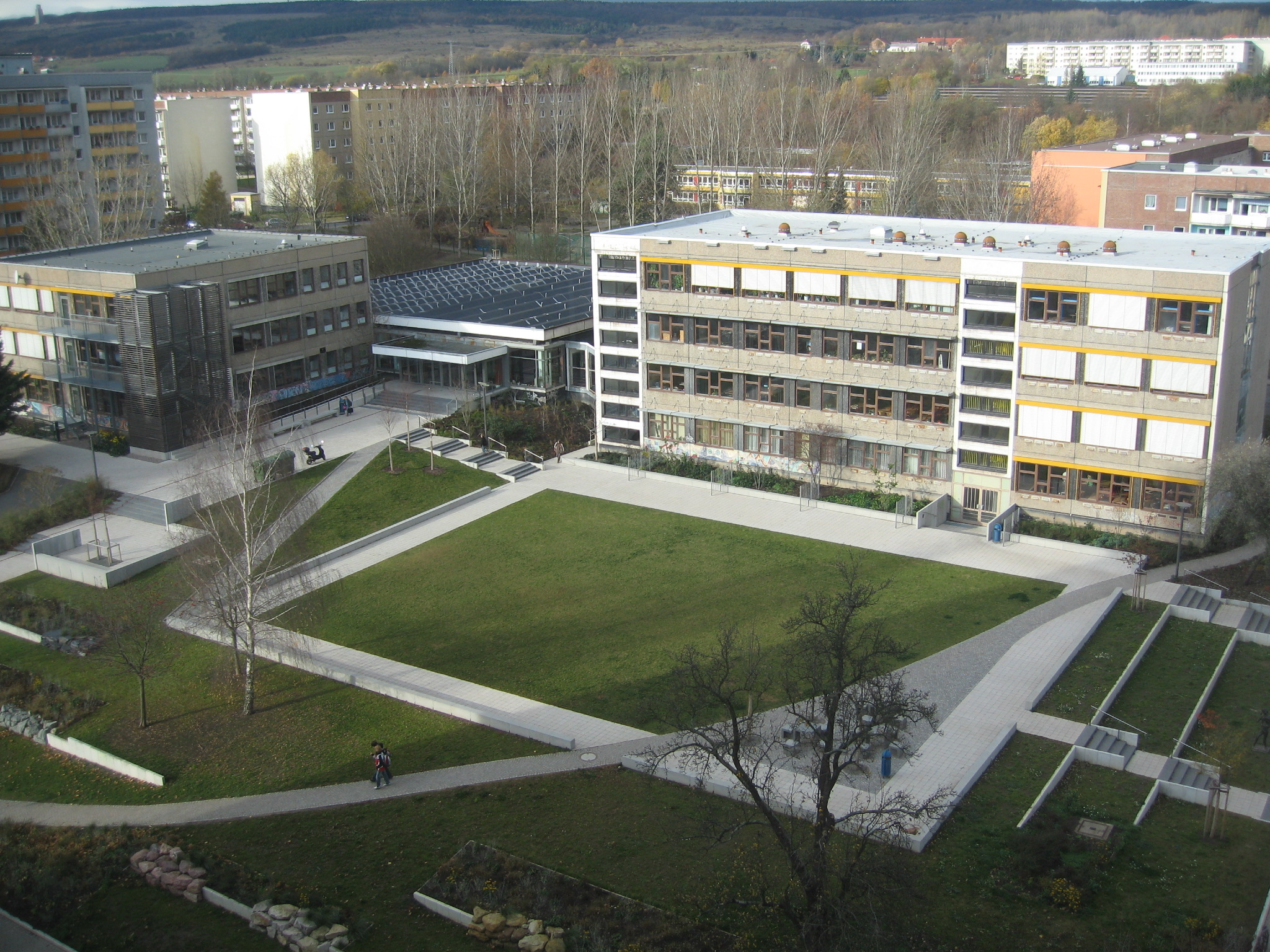
Humboldt-Gymnasium Weimar, Foto von 2008

In Weimar-West gibt es die Albert-Schweitzer-Grundschule, die Carl-August-Musäus-Regelschule, das Humboldt-Gymnasium, zwei Kindertagesstätten, ein Seniorenheim, ein Pflegeheim, einen Kinder- und Jugendklub und viele Sportstätten. Im ehemaligen Ärztehaus besteht seit 2005 ein Bürgerzentrum und Mehrgenerationenhaus, in dem sich eine Vielzahl von kulturellen Initiativgruppen unter einem gemeinsamen Dach befinden. Hier hat auch der Quartiersmanager für Weimar-West sein Büro.
Das evangelische Gemeindezentrum „Paul Schneider“ ist der Mittelpunkt des Seelsorgebezirks VI der Evangelisch-Lutherischen Kirchgemeinde Weimar mit einer eigenen Pfarrstelle.